# کوژنیتسا (استان اوپوله)
کوژنیتسا (به لهستانی: Kuźnica) یک منطقهٔ مسکونی در لهستان است که در گمینا رودنگکی واقع شده‌است. کوژنیتسا ۸۵ نفر جمعیت دارد.